# 古川利行
古川 利行（ふるかわ としゆき、1963年9月24日 - ）は、新潟県新潟市出身の元プロ野球選手（投手）。

## 来歴・人物
北越商業高では2年生の時、エースとして1980年秋季北信越大会で準決勝に進むが、音重鎮のいた星稜高に敗退し春の選抜出場を逸する。翌1981年、春の北信越大会では1回戦で東海大三高に延長14回サヨナラ負けを喫するが、左腕の好投手として注目を集めた。しかし、夏は野球部員の不祥事があり甲子園予選への出場を辞退した。
同年のプロ野球ドラフト会議で中日ドラゴンズから6位指名を受けるが入団を拒否し、社会人野球の日本鋼管へ進む。
1983年の都市対抗野球ではエースとして2勝をあげ準々決勝に進出するが、池田親興投手（日産自動車から補強）を擁する東芝に敗れる。1984年のロス五輪日本代表に選出されるがこれを辞退し、同年の都市対抗野球に出場。順調に勝ち進み、決勝で日産自動車と対戦するが乱戦の末9-10で逆転負け、準優勝にとどまった。
1984年のプロ野球ドラフト会議で再度中日ドラゴンズから3位指名を受け入団。
貴重な中継ぎ左腕として、1年目の1985年から16試合に登板するが、その後は登板機会が減り、1987年限りで現役を引退。愛知県内の運送会社に就職した。カーブが主武器でシュートも持っていた。

## 詳細情報

### 年度別投手成績
| 年 度     | 球 団     | 登 板 | 先 発 | 完 投 | 完 封 | 無 四 球 | 勝 利 | 敗 戦 | セ 丨 ブ | ホ 丨 ル ド | 勝 率 | 打 者 | 投 球 回 | 被 安 打 | 被 本 塁 打 | 与 四 球 | 敬 遠 | 与 死 球 | 奪 三 振 | 暴 投 | ボ 丨 ク | 失 点 | 自 責 点 | 防 御 率 | W H I P |
| --------- | --------- | ----- | ----- | ----- | ----- | -------- | ----- | ----- | -------- | ----------- | ----- | ----- | -------- | -------- | ----------- | -------- | ----- | -------- | -------- | ----- | -------- | ----- | -------- | -------- | ------- |
| 1985      | 中日      | 16    | 0     | 0     | 0     | 0        | 0     | 0     | 0        | --          | ----  | 66    | 14.1     | 14       | 2           | 9        | 0     | 1        | 12       | 0     | 0        | 10    | 7        | 3.77     | 1.60    |
| 1986      | 中日      | 6     | 0     | 0     | 0     | 0        | 0     | 0     | 0        | --          | ----  | 26    | 5.2      | 6        | 0           | 3        | 0     | 0        | 7        | 0     | 0        | 3     | 3        | 3.86     | 1.59    |
| 通算：2年 | 通算：2年 | 22    | 0     | 0     | 0     | 0        | 0     | 0     | 0        | --          | ----  | 92    | 20.0     | 20       | 2           | 12       | 0     | 1        | 19       | 0     | 0        | 13    | 10       | 3.15     | 1.60    |

### 背番号
- 11 （1985年 - 1987年）